# 吕逵先
吕逵先（?—?）湖北武汉人。清末民初实业家。

## 生平
吕逵先是清朝秀才，后来从事商业经营，曾任武昌商会主席，议局副议长。1915年，吕逵先任参政院参政。